# Трижды наращённый усечённый додекаэдр
Три́жды наращённый усечённый додека́эдр — один из многогранников Джонсона (J71, по Залгаллеру — М12+3М6).
Составлен из 62 граней: 35 правильных треугольников, 15 квадратов, 3 правильных пятиугольников и 9 правильных десятиугольников. Среди десятиугольных граней 3 окружены четырьмя десятиугольными и шестью треугольными, остальные 6 — тремя десятиугольными и семью треугольными; каждая пятиугольная грань окружена пятью квадратными; каждая квадратная грань окружена пятиугольной и тремя треугольными; среди треугольных 5 граней окружены тремя десятиугольными, 15 граней — двумя десятиугольными и квадратной, остальные 15 — десятиугольной и двумя квадратными.
Имеет 135 рёбер одинаковой длины. 15 рёбер располагаются между двумя десятиугольными гранями, 60 рёбер — между десятиугольной и треугольной, 15 рёбер — между пятиугольной и квадратной, остальные 45 — между квадратной и треугольной.
У трижды наращённого усечённого додекаэдра 75 вершин. В 30 вершинах сходятся две десятиугольных грани и одна треугольная; в 30 вершинах сходятся десятиугольная, квадратная и две треугольных грани; в 15 вершинах сходятся пятиугольная, две квадратных и треугольная грани.
Трижды наращённый усечённый додекаэдр можно получить из четырёх многогранников — усечённого додекаэдра и трёх пятискатных куполов (J5), — приложив куполы к любым трём попарно не смежным десятиугольным граням усечённого додекаэдра.

## Метрические характеристики
Если трижды наращённый усечённый додекаэдр имеет ребро длины {\displaystyle a}, его площадь поверхности и объём выражаются как
{\displaystyle S={\frac {1}{4}}\left(60+35{\sqrt {3}}+3\left(30+{\sqrt {5}}\right){\sqrt {5+2{\sqrt {5}}}}\right)a^{2}\approx 104{,}5647564a^{2},}
{\displaystyle V={\frac {7}{12}}\left(75+37{\sqrt {5}}\right)a^{3}\approx 92{,}0118005a^{3}.}

## Примечательные свойства
Среди всех многогранников Джонсона с заданной длиной ребра трижды наращённый усечённый додекаэдр имеет наибольший объём и наибольшую площадь поверхности.
Среди всех многогранников Джонсона трижды наращённый усечённый додекаэдр имеет наибольшее число вершин и наибольшее число рёбер (по числу же граней — делит первое место с J72, J73, J74, J75).